# Wielka Góra (Beskid Wyspowy)
Wielka Góra (752 m) – szczyt w Beskidzie Wyspowym w Paśmie Łososińskim. Taką nazwę podaje mapa Beskidu Wyspowego. Przez miejscowych nazywana jest Pisarską Górą. Przewodniki turystyczne z reguły nie wspominają nic o tym szczycie. Na mapie Geoportalu jest podana jej wysokość (751,9 m), jednak bez podania nazwy.
Wielka Góra znajduje się na południe od głównej grani Pasma Łososińskiego, w linii ciągnącej się od Miejskiej Góry przez Łysą Górę i Dziedzica aż do niej samej. Przewodniki turystyczne nie wspominają o Wielkiej Górze, tymczasem jest ona dobrze widoczna z licznych miejsc Beskidu Wyspowego, dość charakterystyczna i dość wyraźnie odgraniczona. Z wszystkich stron otoczona jest polami uprawnymi i zabudowaniami miejscowości Pisarzowa. Wszystkie spływające z niej potoki znajdują się w zlewni Smolnika. Jest porośnięta lasem, ale na północno-zachodnich stokach znajduje się duża polana należąca do przysiółka Góry Wyżnie. Również od wschodu wysoko w jej stoki wcięty jest przysiółek Zagórze.
Przez Wielką Górę nie prowadzą znakowane szlaki turystyczne, jest jednak z Pisarzowej kilka dróg leśnych, którymi można ją zwiedzić.

## Przypisy

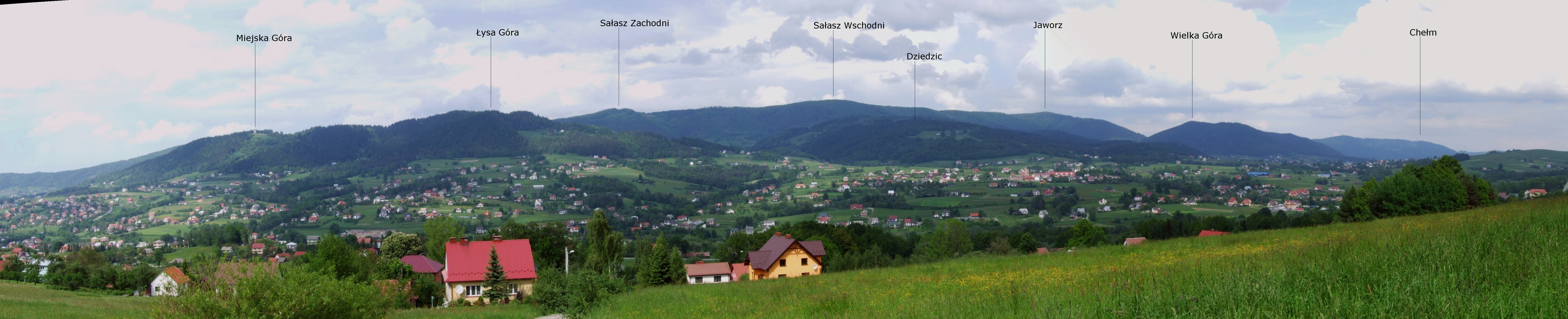
Wielka Góra na tle Pasma Łososińskiego. Widok z Jabłońca